# Alejandro Joseph
Alejandro Joseph De Rueda (Arenys de Munt, 7 luglio 2000) è un hockeista su pista spagnolo.

## Palmarès

### Club

#### Titoli nazionali
- Campionato spagnolo: 2

Barcellona: 2017-2018, 2018-2019
- Coppa del Re: 1

Barcellona: 2018
- Supercoppa di Spagna: 1

Barcellona: 2017

#### Titoli internazionali
- CERH European League: 1

Barcellona: 2017-2018